# 시미즈촌 (에히메현)
시미즈촌(清水村)은 에히메현 오치군에 설치된 촌이다. 